# Fountainhead-Orchard Hills
Fountainhead-Orchard Hills – jednostka osadnicza w Stanach Zjednoczonych, w stanie Maryland, w hrabstwie Washington.